# Amtsverzicht
Der Amtsverzicht ist der freiwillige, geordnete Rücktritt von einer hohen Funktion.
Wenn ein erzwungener Amtsverzicht widerrufen wird, kann es zu Streitigkeiten oder Doppelfunktionen kommen. Beispielsweise wurde Gottfried von Hohenlohe, der 14. Hochmeister des Deutschen Ordens, nach seinem Widerruf 1303 von vielen Ordensrittern weiterhin als Hochmeister betrachtet.

## Katholische Kirche
Eine besondere Form des Amtsverzichtes kennt die katholische Kirche bei älteren oder kranken Bischöfen. Das Kirchenrecht (CIC 1983) empfiehlt im can. 401:
- §1: Ein Diözesanbischof, der das fünfundsiebzigste Lebensjahr vollendet hat, wird gebeten, seinen Amtsverzicht dem Papst anzubieten, der nach Abwägung aller Umstände entscheiden wird.
- §2: Ein Diözesanbischof, der wegen seiner angegriffenen Gesundheit oder aus einem anderen schwerwiegenden Grund nicht mehr in der Lage ist, seine Amtsgeschäfte wahrzunehmen, wird nachdrücklich gebeten, den Amtsverzicht anzubieten.

## Evangelische Kirche
Auch die evangelische Kirche kennt die Praxis des Amtsverzichts, doch ist keine bestimmte Altersgrenze üblich. Auch hängt die Vorgangsweise vom jeweiligen Kirchenbereich ab. Unter speziellen politischen Verhältnissen kommen ähnlich späte Rücktritte wie bei den Katholiken vor; so hat der bayerische Kirchenpräsident Friedrich Veit (1861–1948) seinen Verzicht erst zum fünfzigsten Amtsjubiläum (1933) erklärt.